# Alain Krief
Pour les articles homonymes, voir Krief.
Alain Krief, né le 15 février 1951, est un scénariste de bande dessinée, de radio puis de télévision français.

## Biographie
Alain Krief a d'abord fait des études d'architecture à l'École nationale des beaux-arts avant de se lancer dans la bande dessinée.
Il a fondé en 1995 la Guilde des scénaristes.
Il a créé pour France 2 avec Valérie Guignabodet la série télévisuelle Avocats et Associés.

## Bande dessinée
- 1984 : Ça sent pas la rose
- 1983 : Le Baron à Barbès
- 1983-1985 : La Drague  (ISBN 2-905413-05-0)
- 1985 : Khoméo et Zulieth  (ISBN 2-905413-04-2)
- 1982 : Son altesse rarissime (pastiche de SAS Malko Linge parodié en Prince Malbo. BD érotique)[3]
- 1981 : Viens dans ma case… j'ai des colliers-bar

## Radio
De 1986 à 1988, il écrit cinquante-trois dramatiques pour Les Nouveaux Maîtres du mystère et Les Mille et Un Jours.
En 1988, il reçoit de la SACD le prix des talents nouveaux radio.

## Théâtre
- 1986 : La Drague (montée au Théâtre Grand Edgar de Paris en 1986)[4]
- Les Gagneurs
- Les Héritiers créée au théâtre Rive Gauche avec Dominique Guillo[5].

## Filmographie
- 2005 - 2010 : SOS 18 (série télévisée) - 30 épisodes
- 1998 - 2010 : Avocats et Associés (série télévisée) - 50 épisodes
- 2006 : Disparition (téléfilm)
- 2004 : Une femme d'honneur (série télévisée) - épisode :  Femmes d'occasion    (scenario, adaptation et dialogue)
- 2003 : Navarro (série télévisée) - épisode :  Voleurs sans défense (scenario)
- 1999 : Justice (série télévisée)
- 1999 : Margot des Clairies (téléfilm)
- 1998 : Les Grands Enfants (téléfilm)
- 1997 : L'Enfant du bout du monde (téléfilm)
- 1996 : Loin des yeux (téléfilm)
- 1995 : Les Gagneurs (téléfilm)
- 1995 : Une femme dans la tempête (téléfilm) (dialogue)
- 1994 : L'Instit (série télévisée) - épisode : Samson l'innocent   (scénario)
- 1994 : Les Cordier, juge et flic (série télévisée) - épisode : 3615 Pretty Doll    (scenario, adaptation and dialogue)
- 1993 : Une femme sans histoire (téléfilm)
- 1993 : Navarro (série télévisée) - 2 épisodes : Le contrat et  Les voisins du dessus (scenario)
- 1992 : Julie Lescaut (série télévisée)
- 1989 - 1991 : Tribunal (série télévisée) - 6 épisodes
- 1989 : Le Chinois (série télévisée)